# Fejl 40
Inden for elektronikken betyder en fejl 40, at kilden til den fejl, teknikeren er tilkaldt til, befinder sig 40 cm fra udstyret (nemlig brugeren). Udstyret er ikke fejlramt, men forkert betjent. Udtrykket var en intern jargon i faget og fornærmede ikke kunderne, hvis de f.eks. hørte en telefonsamtale mellem den tilkaldte teknikker og værkstedet.
En 'system 60-fejl' er af samme skuffe: Fejlen befinder sig 60 cm (= en armslængde) fra systemet.
I dag er fejl 40 bredt kendt, da computerteknikerne og andre brancher har overtaget det og kan derfor ikke bruges helt som oprindeligt.
I Danmark blev begrebet "fejl 40" alment udbredt, da de tidlige Dankort betalingsterminaler ofte afviste en transaktion med teksten "Fejl 40" i terminalens display. Det betød dengang, at man skulle prøve at lave transaktionen igen – og det gør det stadig jf. Nets' Technical Reference Guide, hvor kode 40 betyder "System error - try again". 